# Janjanbureh Island
Janjanbureh Island (Schreibvariante: Jangjangbureh), auch der ältere Name MacCarthy Island wird noch vielfach verwendet, ist eine Binneninsel des Gambia-Flusses im westafrikanischen Staat Gambia.

## Geographie
Die ungefähr elf Kilometer lange und maximal zwei Kilometer breite Insel liegt rund 283 Kilometer flussaufwärts von der Hauptstadt Banjul entfernt. Der vorherrschende Vegetationstyp ist tropischer Regenwald in Form eines Galeriewaldes.
Auf ihr befindet sich Janjanbureh, mit dem Sitz der Verwaltungseinheit Central River Region.

## Geschichte
Die Insel wurde 1823 von Kapitän Alexander Grant von der Royal African Corps in Besitz genommen, um dort die Niederlassung Fort George für freigelassene Sklaven zu gründen. Die Insel, die bis dahin unter dem Namen Lemain Island bekannt war, wurde zu Ehren des Generalgouverneurs von Britisch-Westafrika, Sir Charles MacCarthy (1814–1824), in MacCarthy Island umbenannt. MacCarthy selber war ein Kämpfer gegen den Sklavenhandel.
In den 1830er Jahren entwickelte sich aufgrund der günstigen Lage um die Mission Wesleyan ein Umschlagsplatz für Erdnüsse, Reis und andere Agrarprodukte, diese wurden dann weiter flussabwärts nach Banjul verschifft. Durch den regen Handel entstand daraus der Ort, der zu Ehren König Georg IV. Georgetown genannt wurde.
1995 wurde die Stadt in den indigenen Namen Janjanbureh umbenannt. Ebenso wurde im Rahmen der Afrikanisierung die Insel MacCarthy Island in Janjanbureh Island umbenannt.

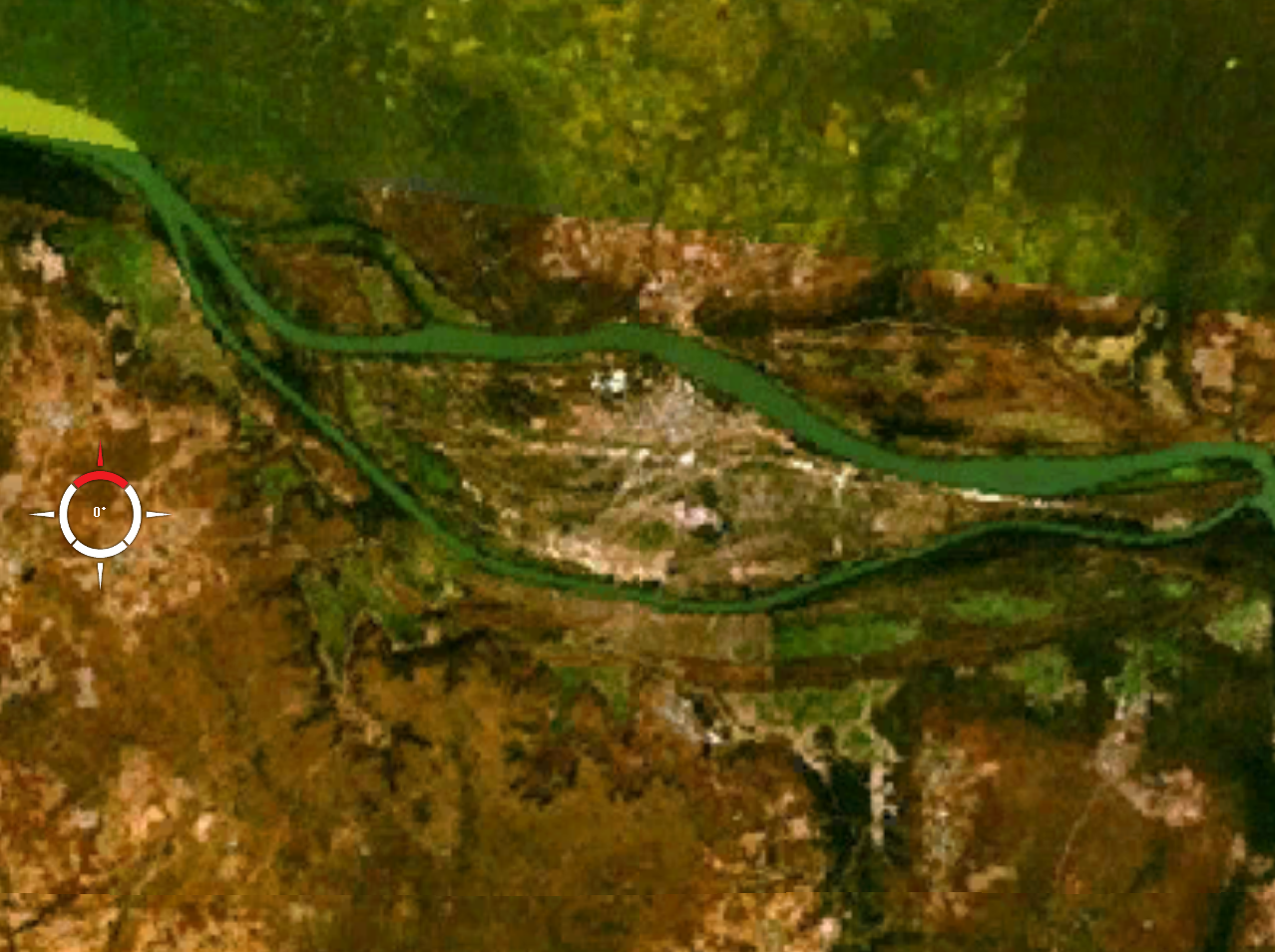
Satellitenbild